# Karin Anckarsvärd
Karin Inez Maria Anckarsvärd, född Olsson den 10 augusti 1915 i Katarina församling, Stockholms stad, död den 16 januari 1969 i Limhamns församling, Malmöhus län, var en svensk författare.

## Biografi
Karin Anckarsvärd blev student i Stockholm 1934. Hon utbildade sig till sekreterare och arbetade som läkarsekreterare i några år. Hon debuterade med Bonifacius den gröne 1952. Den och fortsättningen Bonifacius och Lill-Bonnie är skämtsamma böcker om en drake och två barn. Tag fast-serien och den därpå fristående fortsättningen Gåtan med ringen är ungdomsdeckare. Doktorns pojk och Svenssons pojk utspelar sig under början av 1900-talet med fattigdom, orättvisor och socialistisk agitation.
Karin Anckarsvärd är begravd på Norra begravningsplatsen utanför Stockholm.

## Priser och utmärkelser
- Nils Holgersson-plaketten 1964 (för Doktorns pojk')